# Västiträsket (Råneå socken, Norrbotten, 733885-178059)
Västiträsket är en sjö i Luleå kommun i Norrbotten och ingår i Råneälvens huvudavrinningsområde. Sjön har en area på 0,249 kvadratkilometer och ligger 21,5 meter över havet. Sjön avvattnas av vattendraget Kvarnån (Forsträskbäcken).

## Delavrinningsområde
Västiträsket ingår i det delavrinningsområde (733939-178091) som SMHI kallar för Utloppet av Västiträsket. Medelhöjden är 31 meter över havet och ytan är 2,81 kvadratkilometer. Räknas de 13 avrinningsområdena uppströms in blir den ackumulerade arean 132,52 kvadratkilometer. Kvarnån (Forsträskbäcken) som avvattnar avrinningsområdet har biflödesordning 2, vilket innebär att vattnet flödar genom totalt 2 vattendrag innan det når havet efter 32 kilometer. Avrinningsområdet består mestadels av skog (58 procent). Avrinningsområdet har 0,24 kvadratkilometer vattenytor vilket ger det en sjöprocent på 8,7 procent. Bebyggelsen i området täcker en yta av 0,66 kvadratkilometer eller 24 procent av avrinningsområdet.